# SS-Stabsscharführer

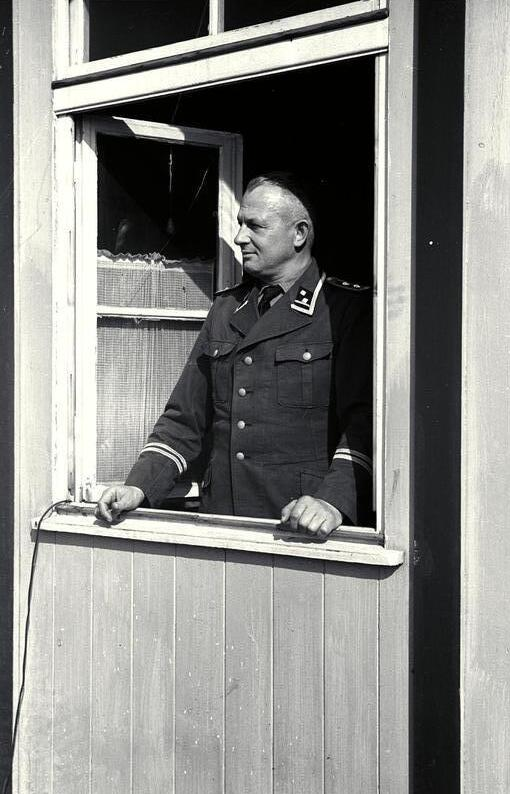
SS-Stabsscharführer med dubbla galoner på underärmarna.

SS-Stabsscharführer, förkortat Stascha, var benämningen på en kompaniadjutant i Waffen-SS 1938–1945. SS-Stabsscharführer var inte en tjänstegrad utan en befattningsbenämning. En Stabsscharführer innehade vanligtvis tjänstegraden Hauptscharführer eller Oberscharführer. En Stabsscharführers särskilda kännetecken var en dubbel galon som bars på uniformens bägge underärmar vilket var samma symbol som användes för en kompaniadjutant i armén och flygvapnet, men där var titeln Hauptfeldwebel eller Hauptwachtmeister (artilleriet och luftvärnet). Motsvarande befattning vid ordningspolisens fältförband var Kompaniehauptwachtmeister.

## Bilder

Ärmelband för Stabsscharführer.
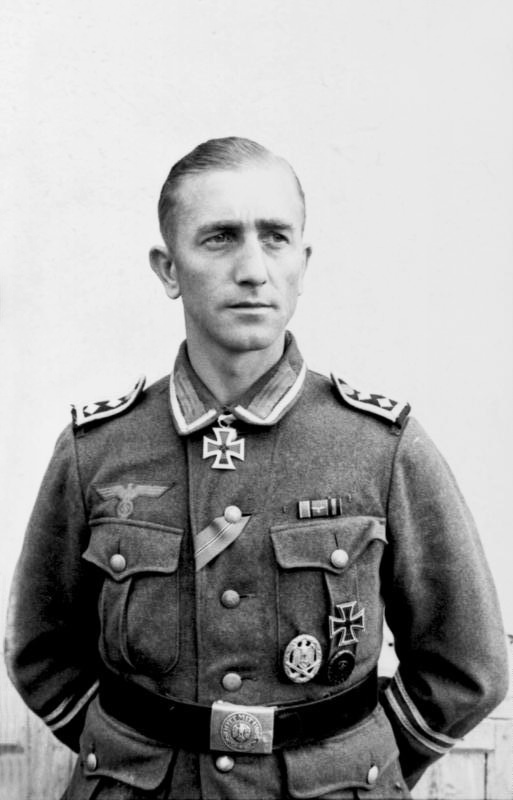
Hauptfeldwebel och riddarkorsmottagaren Josef Niemitz (1914–2001) med ärmelband för Stabsscharführer.